# Philharmonie de Paris
De Philharmonie de Paris is een Franse culturele instelling gericht op symfonische muziek. Ze is sinds de plechtige inhuldiging op 14 januari 2015 gevestigd in het gelijknamige gebouw, ook aangeduid als Philharmonie 1 gelegen in het Parc de la Villette in het 19e arrondissement van de Franse hoofdstad Parijs.
President Jacques Chirac stond op de creatie van een nieuwe Philharmonie. Dit concretiseerde zich onder premier Dominique de Villepin, minister van cultuur Renaud Donnedieu de Vabres en burgemeester Bertrand Delanoë. De eerste plannen voor een gebouw op de site ontstonden in 2006. Architect Jean Nouvel kreeg de opdracht in april 2007 na een architectuurwedstrijd waar hij het opnam tegen onder meer Zaha Hadid, Coop Himmelb(l)au, MVRDV, Christian de Portzamparc en Francis Soler. Nouvel werkte vervolgens samen met Brigitte Métra de plannen uit. Akoestische expertise werd geleverd door Marshall Day Acoustics, Nagata Acoustics en Studio DAP.
Het gebouw ligt aan de zuidoostelijke rand van het park, grenzend in het westen aan de Grande halle de la Villette en in het zuiden aan de Cité de la Musique. Het heeft een oppervlakte van 19.800 m² en heeft een ondergrondse parkeergarage voor 610 wagens. De financiering van het bouwwerk, ten belope van 386 miljoen euro werd gedragen voor 45% door de Franse staat, voor 45% door de stad Parijs en voor 10% door de regio Île-de-France.
In het gebouw is een grote concertzaal, de Grande Salle Pierre Boulez, met plaats voor 2.400 toeschouwers ingericht, naast tentoonstellingsruimtes met 1.100 m² oppervlakte, pedagogische ateliers en repetitieruimtes. De Grande Salle is zo geconstrueerd dat naast een optimale akoestiek waaronder een aangepaste galm ook de meest achteraan gezeten toeschouwer slechts 32 m van de positie van de dirigent is verwijderd. Het volume van de Grande Salle is net geen 30.000 m³.
In de zaal is ook een orgel gecreëerd door Rieger Orgelbau opgesteld en op 6 februari 2016 ingespeeld. Het orgel bevat 6055 pijpen, en is gemaakt van 25 ton hout en metaal.
De Philharmonie de Paris is gelegen naast het complex van de Cité de la Musique, geopend in 1995, een complex dat tegenwoordig soms ook wordt aangeduid als de Philharmonie 2. Daar bevinden zich twee bijkomende concertzalen, voor respectievelijk 900 en 250 toeschouwers, evenals het Musée de la musique en een grote mediatheek. De Philharmonie heeft in Parijs ook nog de beschikking over de Salle Pleyel, gelegen in het 8e arrondissement. Het geheel wordt sinds 2001 geleid door Laurent Bayle.
De residente gezelschappen in de Philharmonie de Paris zijn het Orchestre de Paris en het kamerorkest Ensemble InterContemporain. Daarnaast zijn er overeenkomsten met het Orchestre de chambre de Paris, Les Arts Florissants en het Orchestre national d'Île-de-France.
- Library of Congress Control Number: no2018162426
- MusicBrainz: bc3711f8-0464-4389-ba9a-95532e036162
- Virtual International Authority File: 315254866